# Благовещенская церковь (Яранск)
Церковь во имя Благовещения Пресвятой Богородицы — соборный храм женского Благовещенского монастыря Русской православной церкви в Яранске. Древнейшее из сохранившихся до наших дней культовых сооружений Яранской епархии Вятской митрополии. Главный престол храма был освящён во имя Благовещения Пресвятой Богородицы.

## История
Церковь впервые упоминается в 1652 как один из храмов мужского Вознесенского монастыря. После упразднения монастыря при сокращении штатов в 1764 церковь стала приходской. 5 июня 1891 года была разобрана церковная колокольня. Кирпич использовали при строительстве нового храма — во имя Александра Невского.
В советское время церковь стояла заброшенной, с голыми стенами, покрытыми граффити. Она входила в комплекс построек Городского сада. В 1926 году детально обследована архитектором М. П. Костромитиновым, который составил смету на её ремонт.
Решением от 1 февраля 1962 года Яранский районный исполком безвозмездно передал здание церкви в пользование Яранскому отделению конторы «Кинопрокат».
В 2000 году Памятник Республиканского значения Благовещенская церковь по ходатайству прихода Успенского собора была передана в бессрочное и безвозмездное пользование и стала приписным храмом.
Ремонт церкви осуществлялся на средства прихожан и с их непосредственной помощью. Начался он с ремонта кровли: купол был покрыт медью, а основная часть здания оцинкованным железом. К началу 2004 года выполнены работы внутри храма: изготовлены вновь оконные блоки, двери, появилась новая система отопления, снаружи возведена ограда. Начата роспись внутреннего убранства храма.
12 февраля 2014 года Благовещенская церковь города Яранска освящена, в ней начались богослужения. По благословению благочинного Яранского округа протоиерея Александра с февраля 2004 по июль 2007 года в Благовещенской церкви служил протоиерей Евгений Павлов. Под его руководством проходили богослужения, по мере сил выполнялись хозяйственные работы: сделана вычинка разрушенных кирпичей в кладке стен, восстановлен утраченный декор кладки, вычищены стены от чужеродных наслоений, покрашены наружные стены, установлены водосточные трубы.
28 сентября 2007 года указом Митрополита Вятского и Слободского Хрисанфа настоятелем Благовещенской церкви назначен иерей Александр Колеватых. Ему было поручено заняться возведением кирпичных паперти и колокольни, вместо существовавших до того в деревянном исполнении. К началу отопительного сезона 2008 года был установлен новый котёл, проведён ремонт отопительной системы. На начало морозных дней зимы установлены новые железные двери входа и южного запасного выхода. К Пасхе 2009 года завершена резьба деревянной части иконостаса. Силами прихожан храма проведён косметический ремонт внутренних стен и потолка. В начале лета 2009 года начат ремонт подсобного помещения, вновь сделан пол. Необходимо построить пекарню для просфор, ризницу для алтаря.
Новой вехой в жизни Благовещенского храма стало решение Яранской епархии открыть при нём, как в далёкие времена, монастырь. На этот раз, женский.
17 декабря 2014 года состоялась церемония представления пяти насельниц монастыря, именуемого Благовещенским женским.

## Архитектура
Церковь имеет один престол в честь Архангела Михаила, названный по утраченной церкви Вознесенского монастыря. Высота церкви — 18 м.